# Michail Fedotovič Kamenskij
Michail Fedotovič Kamenskij (in russo Михаил Федотович Каменский?; 8 maggio 1738 – 12 agosto 1809) è stato un generale russo.
Fu particolarmente impegnato nei conflitti dell'era cateriniana. Fu il padre del generale Nikolaj Michajlovič Kamenskij.

## Biografia

### I primi anni
Discendente da una famiglia nobile ma impoverita dei Kamenskij, Michail entrò nell'esercito russo nel 1751 quando ottenne il grado di caporale e quello di tenente nel 1756. L'anno successivo venne assegnato al corpo di artiglieria e nel 1758 venne promosso capitano.
Nel 1757-1759 prestò servizio per due anni come volontario nell'esercito francese e ritornò quindi a Mosca dove, sino al 1761, venne incluso nell'artiglieria della capitale. Nel febbraio del 1762 venne inviato in servizio attivo come quartiermastro del generale Rumjancev, col quale prese parte ad alcune battaglie della guerra dei sette anni.
Dopo la fine del conflitto, comandò il 1º reggimento di fanteria di Mosca sotto il comando del generale Panin. Nell'agosto 1765 venne inviato in Prussia, nell'accampamento nei pressi di Breslavia, come agente militare, per familiarizzare con il sistema di addestramento delle truppe prussiane. Lì fu notato personalmente da Federico II.

### La carriera militare sotto Caterina II
Nel 1767 ricevette il grado generale di brigata, a soli ventotto anni. Quando scoppiò la guerra russo-turca, Kamenskij, con il grado di maggior generale, comandò la 4ª brigata nella I armata del principe Golicyn. Nel 1769 prese parte all'occupazione di Chotyn, ed il 24 agosto venne insignito dell'Ordine di Sant'Anna. Nel 1770 comandò la 1ª brigata della II armata russa del generale Panin, prendendo parte all'assedio della fortezza di Bendery e contribuì alla resa di Akkerman. Il 1º novembre venne conferito l'Ordine di San Giorgio di III classe. Nel 1771 chiese un anno di congedo e non prese parte pertanto ad altre operazioni militari, riprendendo invece nel 1772 nella Piccola Polonia, contrastando i partigiani della Confederazione di Bar.
Il 17 giugno 1773 sconfisse un corpo d'armata turco vicino a Giurgiu. Il 16 settembre attaccò l'accampamento turco nei pressi di Turnu dove si scontrò con 5000 cavalieri nemici. A novembre assunse il comando del corpo d'armata che aveva il compito di sorvegliare la riva sinistra del Danubio, sul confine austriaco. Ricevette quindi il grado di tenente generale. L'11 maggio 1774 occupò Karasu, sconfiggendo poi un distaccamento turco ad Abtat ed eliminando le difese turche di Bazargic il 2 giugno; il 9 giugno, a Kozludža, insieme al generale Suvorov, sconfisse l'esercito turco composto da 40.000 uomini, guidato da Rey-Effendi Hadji-Abdul-Rezak; il 16 giugno, a Yeni Bazar, respinse le forze del seraskir Dagistanlu Pascià a Şumla; il 19 giugno respinse una sortita nemica da Şumla, isolò il gran visir Izzet-Mehmed Pascià nel suo accampamento e lo costrinse a firmare un trattato di pace redatto dal conte Rumjancev. Nel 1775 ricevette gli Ordini di San Giorgio di II classe e quello di Sant'Alessandro Nevskij.

### Gli anni del comando
Scalato velocemente il cursus honorum dell'esercito russo e divenuto maresciallo, nel 1783 fu eletto governatore generale di Rjazan' e di Tambov. Successivamente, scoppiata nel 1787 l'ennesima guerra contro i turchi, assunse la guida di importanti reparti dell'esercito; nel 1788, sconfisse i nemici presso il centro moldavo di Gangur. Nel 1789, dopo che la guida generale di tutto l'esercito fu affidata a Michail Kachovskij, Kamenskij si rifiutò di ricevere ordini da lui: per questo motivo, fu congedato dal servizio militare.

### Gli ultimi anni
Nel 1797, l'imperatore russo Paolo I gli fece ottenere il titolo di conte e gli permise di ritirarsi. Tuttavia, passati alcuni anni lontano dall'attività militare, nel 1806 Kamenskij fu nominato comandante in capo dell'armata russa in Prussia, allo scopo di aiutare le forze prussiane nell'impresa di sconfiggere colui che era ritenuto essere imbattibile, Napoleone Bonaparte. Dopo soli sei giorni dall'inizio del suo incarico, Kamenskij, lamentando una improbabile e non specificata malattia, guidò l'esercito lontano dai campi di battaglia, appena prima dello scontro decisivo. Per questo motivo, la direzione dell'esercito fu assegnata a von Buxhoeveden, mentre Kamenskij si ritirò a vita privata, mettendo definitivamente fine alla sua carriera militare.
Morì nel 1809 di morte violenta: fu infatti ucciso da un suo servo, esasperato per i continui maltrattamenti da lui ricevuti: Kamenskij, infatti, fu tristemente noto per le sevizie a cui sottoponeva i servi che non apprezzava.